# عبد الحق بن حمودة
عبد الحق بن حمودة: ولد عام 1946 بقسنطينة. وأغتيل في 28 جانفي 1997 بالجزائر العاصمة. ولد بن حمودة وسط عائلة متكونة من 5 إخوة وأختين.

## النقابي
عمل عبد الحق بن حمودة في قطاع التعليم، وأدار لعدة سنوات تعاونية التربية والثقافة بمدرسة البرج ببلدية زغاية. التحق بصفوف الاتحاد العام للعمال الجزائريين سنة 1972. وتقلد فيه عدة مسؤوليات نقابية، حتى انتخب سنة 1990 أمينا عاما له، وأعيد انتخابه سنة 1994. كان من أبرز المناهضين للتيار الإسلامي وأحد أعضاء لجنة إنقاذ الجزائر التي دعمت إيقاف المسار الانتخابي في مطلع سنة 1992 ودعت إلى الحيلولة دون استمرار المسار الانتخابي الذي فازت بدوره الأول الجبهة الإسلامية للإنقاذ. وقد تعرض لأول محاولة لاغتياله أشهر قليلة قبل المحاولة الثانية حين كان يغادر مسكنه بالقبة.

## أشهر أقواله
| عبد الحق بن حمودة   | نحن نحيا في هذا الوطن وهذا الوطن يحيا فينا ولا ظل ولا تاريخ ولا حرية ولا هوية ولا ديمقراطية إلا بين أحضان هذا الوطن. | عبد الحق بن حمودة |
| — عبد الحق بن حمودة | |                   |

## وصلات خارجية
- -الينايريون يطلقون العنف الإسلامي